# David Allende
David Enrique Allende Páez (Chile, 15 de mayo de 1986) es un futbolista chileno. Juega de Defensa.

## Clubes
| Club                | País  | Año       |
| ------------------- | ----- | --------- |
| Trasandino          | Chile | 2004-2005 |
| San Marcos de Arica | Chile | 2006-2010 |
| Magallanes          | Chile | 2012-2013 |
| Trasandino          | Chile | 2013-2015 |

## Palmarés

### Campeonatos nacionales
| Título             | Club                | País  | Año  |
| ------------------ | ------------------- | ----- | ---- |
| Tercera División A | San Marcos de Arica | Chile | 2007 |